# Sarkar Raj
Pour les articles homonymes, voir Sarkar.
Série
Sarkar
(2005) Sarkar 3
(2017)
Pour plus de détails, voir Fiche technique et Distribution.
Sarkar Raj (सरकार राज) est un film indien réalisé par Ram Gopal Varma en 2008 avec Amitabh Bachchan, Abhishek Bachchan, Aishwarya Rai Bachchan, Dilip Prabhavalkar (en), Victor Banerjee, Tanisha Mukherjee et Supriya Pathak.
C’est un film politique qui se différencie des productions traditionnelles de Bollywood car il ne comporte pas les habituelles scènes de danses et de chants. C’est la suite de Sarkar (2005), également réalisé par Ram Gopal Varma et dont l’action se situait deux ans avant. Alors que Sarkar était une adaptation du Parrain de Francis Ford Coppola s’inspirant également du Parrain II, Sarkar Raj a un scénario qui lui est propre. Trois des membres de la famille Bachchan (en) apparaissent : Amitabh Bachchan, Abhishek Bachchan, qui jouent les mêmes personnages que dans le premier volet, et Aishwarya Rai, épouse d'Abhishek. Supriya Pathak, Tanisha Mukherjee et Ravi Kale (en) reprennent les mêmes rôles que dans Sarkar.

## Synopsis
Subhash Nagare (Amitabh Bachchan) est le chef d’un petit village du Maharashtra. Il est le Sarkar : il est extrêmement respecté et craint par la population locale. Son fils, Shankar (Abhishek Bachchan), héritier de la famille Nagare, se montre plus modéré que son père et aspire à utiliser la fortune familiale pour améliorer le sort du peuple. Quant à Anita Rajan (Aishwarya Rai Bachchan), c'est une femme d’affaires sans scrupules dont le seul but est de gagner de l’argent pour son entreprise. À la tête de Sheppard Power, multinationale spécialisée dans la production d'énergie, elle soutient le projet de la construction d'une centrale électrique en pleine zone rurale. Shankar prend rapidement conscience des avantages que la centrale pourrait apporter à la population. Seul inconvénient : le projet nécessite un déplacement d’une part importante de la population. Après avoir convaincu Sarkar qui était contre le projet, Shankar entreprend un voyage avec Anita jusque dans les villages du Maharashtra pour convaincre les habitants. Cependant, l’entreprise de Shankar se heurte à de multiples obstacles et devient progressivement un champ de mines politique. Le régime de Sarkar est affaibli et le nom de Shankar est effacé de l'horizon politique.

## Fiche technique
- Titre : Sarkar Raj
- TItre original : सरकार राज
- Réalisateur : Ram Gopal Varma
- Producteurs : K Sera Sera, Z Picture Company
- Scénaristes : Prashant Pandey et Ram Gopal Varma
- Musique : Amar Mohile
- Distribution : Adlabs Films, Balaji Motion Pictures
- Sortie : 6 juin 2008
- Durée : 125 minutes
- Pays :  Inde
- Langue : Hindi
- Budget = 40 000 000 roupies

## Distribution
- Amitabh Bachchan : Subhash Nagre / Sarkar
- Abhishek Bachchan : Shankar Nagre
- Aishwarya Rai Bachchan : Anita Rajan
- Tanisha Mukherjee : Avantika Nagre
- Ravi Kale : Chander
- Victor Banerjee : Mike Rajan
- Supriya Pathak : Pushpa Subhash Nagre
- Dilip Prabhavalkar : Rao Saab
- Rajesh Shringarpore : Sanjay Somji
- Govind Namdeo : Hassan Qazi
- Sayaji Shinde : Karunesh Kaanga
- Upendra Limaye : Kantilal Vora

## Nominations
Star Screen Awards
- Meilleure image : Amit Roy
- Meilleur acteur : Amitabh Bachchan
- Meilleur second rôle masculin : Abhishek Bachchan
- Meilleur rôle négatif : Dilip Prabhavalkar (en)

Filmfare Awards (2009)
- Meilleur second rôle masculin  : Abhishek Bachchan